# Coelopa dasypoda
Coelopa dasypoda är en tvåvingeart som beskrevs av Mario Bezzi 1908. Coelopa dasypoda ingår i släktet Coelopa och familjen tångflugor. Inga underarter finns listade i Catalogue of Life.